# Grafologija
Grafologija je veda, ki analizira in preučuje človeško pisavo v povezavi z njenimi psihološkimi značilnostmi. V medicini se lahko uporablja kot pomoč pri diagnozi bolezni možganov in živčnega sistema. Ne smemo je zamenjevati s forenzično preiskavo dokumentov.
Grafologija je zelo kontroverzna veda in se danes označuje za psevdoznanost

## Osnove grafologije

### Tri območja: zgornje, srednje in spodnje
Razporeditev pisave v omenjena tri območja je določena glede na črtast list papirja tako, da pisavo razdelimo na tri območja glede na črte. Osnova pisave je srednje območje, tu počivajo na primer male črke brez vijug in zank: a, c, č, e, i, m, … V zgornje območje segajo male črke b,d, h, k, l, v spodnje pa g, j, p, čeprav tudi te črke s svojimi osrednjimi deli spadajo v srednje območje. Območje, ki je bolj razvito od drugih, kaže, kam posameznik usmerja pozornost, tisto območje pa, ki je slabše razvito je šibka točka oziroma je nezanimivo.

#### Srednje območje
Je središče pisanja. Odkriva kaj si človek misli o sebi in kakšen je njegov odnos z drugimi. Črke, ki v srednjem območju lepo obležijo, so enakomerne in ne segajo iz območja, odkrivajo zaupanje vase. Če črke samo tu in tam segajo v drugo območje, potem je na tega človeka lahko vplivati. Kadar pri pisavi ne moreš določiti območji, ker se jih posameznik ne drži, ampak skače iz enega v drugega, pa pomeni, da ne verjame vase. Srednje območje je lahko visoko (pokončna pisava), kar kaže na poudarjeno samozavest, morda celo domišljavost. Če je ozko, odkriva slabo mnenje o sebi, včasih pa tudi neodvisnost od drugih.

#### Zgornje območje
Izraža duh, temperamentnost, ustvarjalnost, sanje in intuicijo. Čim bolj silijo črke v zgornje območje, tem bolj je oseba nestvarna in živi v oblakih. Taka pisava odkriva tudi zanimanje za duhovno ali umetniško življenje in predstavlja pisca z bogato domišljijo. V nasprotnem primeru, torej, če je zgornje območje ozko v primerjavi z ostalima dvema, pomeni pasivnost ali prizemljenost.

#### Spodnje območje
Označuje odnos do materialnih dobrin, telesnost, čute, odnos do spolnega življenja, podzavest. Če je spodnje območje široko je v ospredju zanimanje za bolj zemeljske kot pa domišljijske stvari. Široke zanke pri g-jih in j-jih izražajo čutnega človeka, zdrav odnos do telesnega in sadov življenja. Preširoke zanke odkrivajo požrešnost in neobvladljive strasti. Skrajšane ali odsekane zanke pomenijo zavračanje telesnosti in čutne plati človeka.
 

### Naklon pisave
Pisava je lahko pokončna, nagnjena v desno ali levo. Naklon izraža čustveno uravnovešenost. Pokončna pisava izraža trdnost in neodvisnost, lahko pa še hladnost in je med pisci redka. Največkrat je nagnjena rahlo v levo ali desno, kar pa je, vsaj v mladosti, odvisno tudi od šole, kjer navadno učijo pisanje v desno. Nagnjenost v desno izraža čustvenost in družabnost. Bolj je pisava nagnjena, bolj iz te osebe kipijo čustva, poleg tega pa ji zaradi tega zmanjkuje samodiscipline. Kar pa ne velja za tiste, ki pišete v levo. Pisava, ki se nagiba v levo namreč odkriva bolj previdnega in zadržanega pisca, ki ne more za kar tako izraziti svoja čustva.

### Pritisk na pisalno površino
Je lahko enakomeren, neenakomeren, močan in lahen. Pisec, ki ima enakomerno pisavo je ali zdolgočasen ali pa sila uravnovešen. Pri neenakomernem pisanju je pomembno, kje so poudarki. Če so na koncu, potem je pisec kar precej razdražljiv in hoče dokazati, da so njegove zapisane besede resnične. Je tudi prodoren in razmišljajoč. Močan pritisk na pisalno površino imajo največkrat odločne in čutne osebe, a lahko tudi gospodovalne. Nalahno pa pišejo zelo občutljivi in ustvarjalni ljudje. Če je lahna pisava neenakomerno oblikovana, pa je znak človeka, ki si ob nevarnosti ne upa niti vdihniti, kaj šele izdihniti.

### Presledki med besedami
Presledki so majhni, če so manjši od črke n in veliki, če so večji od črke m. Majhni presledki odkrivajo nekoliko miselno zmedeno in osamljeno osebo. Veliki so značilni za ljudi, ki v stiku z drugimi vedno držijo neko razdaljo – fizično in čustveno. Veliki razmiki pomenijo tudi zelo čustveno osebo, če tako kažejo tudi druge značilnosti pisave. Normalni razmiki so značilni za urejeno in čustveno stabilno osebo.

### Velikost
V splošnem je pisava velika, če meri približni 3mm, zelo velika pa, če je večja od 4mm. Večja pisava je značilna za samozavestne in odprte ljudi, manjša pa za skromne in vase zaprte ljudi. Manjša pisava je tudi pisava razmišljajočih ljudi, večja pa ljudi dejanj. Visoka in ozka pisava odkriva zadržanost, vzvišenost, medtem ko nizka in široka kaže sposobnost izražanja.

### Povezave
To je način povezovanja črk v besedo. Črke so med sabo povezane ali ne oziroma so samo delno. Pri tem se ne upošteva prekinitve zaradi pik in črtic. Povezane označujejo razumskega pisca, nepovezane intuitivnega, morda tudi zmedenega pisca. Delno povezane navadno odkrivajo pozornega in razmišljujočega človeka.

### Grafologi načine povezave črk delijo v štiri vrste:

#### -venčasta
Je gladka in tekoča pisava. Če oseba piše tako, je prijazen, optimističen in iskren.

#### -oglata
Povezava med črkama je ostra in kotna. Izraža pisca, ki je temeljit, odločen in se odloča na podlagi logičnih zaključkov in ne čustev.

#### -arkadna
Izbočena navzgor poteka nekako oklevajoče. Odkriva občutek za zunanji videz stvari, ponos in neodvisnost, tudi sumničavost in nagnjenje k skrivnosti.

#### -nitasta
Izgleda kot nitast nepretrgan tok črk. Čeprav taka pisava deluje neodločno, to sploh ne drži. Pisec odločno zbira vtise, je vsestranski in nagonski. Dobro ocenjuje situacije. Včasih pa nitasto povezovanje črk označuje le lenobnega neodgovornega pisca.

### Poteze na začetku in koncu besed

#### Začetki
Če pri pisavi ni videti začetnih potez, potem pisec zaupa sam vase, je neposreden in naklonjen drugim. Če je začetna poteza dolga, je ponosen, a manj samozavesten, kot bi lahko sklepali iz njegovega ponosa. Če se začetna poteza začenja v spodnjem delu je vihrav in težko obvladljiv.

#### Končnice
Če le te niso zapisane, je oseba skrbna, predvsem pri opravljanju z denarjem. Če so, je velikodušna, občutljiva in je mojster humorja.

### Zgornje in spodnje zanke
Če so uporabljene velike zgornje zanke, pisec izraža sanjavost, stvari počne s posebnim zanosom in ima domišljijo. Takšne zanke odkrivajo, da so tej osebi čustva zelo pomembna in da se v življenju hitro uči. Stisnjene in ozke zanke največkrat izražajo zatiranje čustev, kratke pa pomanjkanje domišljije. Široke zanke spodnjega območja, še posebej malih črk g in y, zrcalijo čuten značaj človeka, ki uživa v dobri hrani in lepoti. Pretirano široke zanke kažejo, da teh strasti že ne zmore več obvladati. Zanka, ki je napisana samo kot črka, izraža odločen in trmast značaj. Zelo kratke spodnje črte pa pomanjkanje telesne moči.

### Pike na črkah i
Zagotovo nihče ne postavi piko nad vsak i, a če je ne postavi skoraj na nobenega, to pomeni, da se mu ne ljubi ukvarjati s podrobnostmi. Če postavlja piko na vsak i, je skrben in natančen. Če postavlja pike visoko, je bolj optimističen in kar preveč idealističen. Če jih piše pred i-ji, je morda malce obotavljiv in nepreviden. Da pike piše za i-ji pomeni, da lahko zelo hitro piše, lahko pa tako pisanje odkriva vihravost.

### Črtica na črkah t
Kratka črtica pomeni, da si pisec ne zaupa preveč in je manj odgovoren do sebe in drugih, če je pa sploh ni, je popolnoma nepremišljen. Dolga črtica je znak energičnosti. Nekako v sredino črke t postavljena črtica kaže na razumen in natančen značaj, črtica nad črko t strogost, lahko pa tudi izredno domišljijo. Nizko spodaj postavljena črtica izraža previdnost in žalost, visoko ležeča pa domišljijo in ambicioznost. Izredno dolga črtica označuje dinamičnega človeka s sposobnostmi vodje. Zunaj črke t postavljena črtica odkriva človeka, ki je, ali navdušen nad življenjem (postavljena v desno) ali pa obotavljajočega in počasi mislečega človeka (postavljena v levo).

### Podpis
Podpis se lahko od pisave močno razlikuje. Izraža, kaj si posameznik misli o sebi in kaj hoče, da si drugi mislijo o njem. Seveda zelo velik podpis izraža ponos in željo po pozornosti, manjši podpis pa pretirano skromnost. Podčrtan podpis je znak odločnosti in samozavesti. S prvo črko obkrožen del imena pa pomeni obrambo pred okoljem.